# 조희창 (조직폭력배)
조희창(趙熙昌, 1924년 ~ ?)은 대한민국의 조직폭력배이다. 상하이 조라는 별칭으로 알려져 있으며 해방 후 중국에서 한국으로 건너와 김두한 밑에서 일했다. 조직 해산 이후에는 사업을 하며 살았다.

## 조희창이 등장한 작품
- 《야인시대》(2002~2003), 《일말의 순정》(2013) (배우: 조상기)